# ستانيمير جورجييف
ستانيمير جورجييف هو لاعب كرة قدم بلغاري في مركز الهجوم، ولد في 7 أغسطس 1975 في بلوفديف في بلغاريا. لعب مع أوليمبياكوس فولو وسسكا صوفيا وكوجالي سبور ونادي تشيرنو مور فارنا ونادي دوبرودزا دوبريتش ونادي سبارتاك فارنا ونادي غوميل ونادي لوكوموتيف بلوفديف ونادي مارساشلوك.

## وصلات خارجية
- ستانيمير جورجييف على موقع اتحاد تركيا (لاعب) (الإنجليزية)
- ستانيمير جورجييف على موقع قاعدة بيانات كرة القدم.إي يو (الإنجليزية)